# Vénizélisme
Pour les articles homonymes, voir Venizélos.

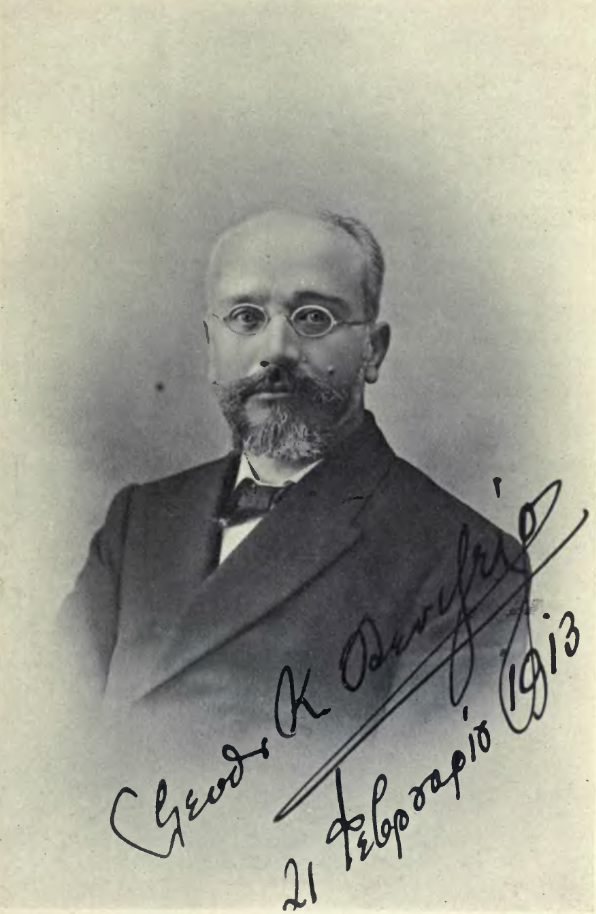
Elefthérios Venizélos en 1913

Le vénizélisme  (en grec moderne : Βενιζελισμός, Venizelismós) est un mouvement politique majeur en Grèce depuis les années 1900 jusqu'au milieu des années 1970.

## Idéologie
Le vénizélisme tire son nom de l'homme politique grec Elefthérios Venizélos qui marqua la politique de son pays dans le premier quart du XXe siècle. Les caractéristiques clés du vénizélisme sont : 
- L'opposition à la monarchie. La lutte entre les vénizélistes et les conservateurs monarchistes marque la politique grecque tout au long du XXe siècle.

- Défense de la Grande Idée, avec la volonté d'incorporer dans un État grec toutes les régions dont la population est majoritairement grecque. C'est l'annexion de la Crète à la Grèce qui propulse Vénizélos (lui-même Crétois) sur le devant de la scène politique grecque.

- Alliances avec les États démocratiques occidentaux, en particulier avec le Royaume-Uni et la France contre l'Allemagne pendant la Première et la Seconde Guerre mondiale, et avec les États-Unis contre l'Union soviétique pendant la Guerre froide. La confrontation entre Vénizélos et Constantin Ier de Grèce à propos de l'entrée en guerre aux côtes des Alliés pendant la Première Guerre mondiale est souvent considérée comme la plus importante action de Vénizelos.

- Nationalisme libéral. Les vénizélistes ont souvent été considérés comme nationalistes, bien qu'ils ne soient pas différents sur cet aspect de leurs opposants conservateurs.

- Une politique économique mixte, économie ouverte et soutien à la Diaspora grecque.

- La dynastie Venizelos. Les proches de Venizelos (dont Constantinos Mitsotakis) jouent un rôle important au sein des partis vénizélistes.

## Histoire

### LeParti libéral
Le parti libéral de Venizelos dirige la Grèce de 1910 à 1916. Cette année-là, Venizelos entre en conflit avec le roi de Grèce au sujet de l'entrée en guerre de la Grèce aux côtes des Alliés. Venizelos forme un gouvernement provisoire contrôlant le nord de la Grèce. Il regagne le contrôle de l'ensemble du pays qu'il dirige jusqu'à sa défaite aux élections en 1920.
Après une période de crise (dont les deux brefs gouvernements pro-militaristes après le coup d'État de Nikolaos Plastiras en 1923), les libéraux reprennent le pouvoir de 1928 à 1930. Les vénizélistes Sophoklis Venizelos et Georges Papandreou forment le noyau du gouvernement en exil pendant l'occupation allemande de la Grèce et dirigent la Grèce à plusieurs reprises dans les années 1950.

### L'Union du centre
Georges Papandreou crée l'Union du centre en 1961, une coalition des vénizélistes et des conservateurs progressistes. En 1963, le parti remporte les élections et dirige la Grèce jusqu'en 1965, année où l'aile droite se sépare lors de l'apostasie de 1965.

### L'Union du centre démocratique
Au lendemain de la junte militaire de 1967-1974, les vénizélistes forment l'Union du centre-Nouvelle force qui devient par la suite l'Union du centre démocratique (en grec moderne : ΕΔΗΚ). Alors que l'héritage vénizéliste est toujours populaire, les résultats aux élections sont décevants tandis que l'abolition de la monarchie, l'essoufflement de la Grande Idée après l'invasion de Chypre et le rapprochement de Constantin Karamanlis vers le centre diminuent les différences entre les libéraux et les conservateurs. De plus les socialistes du PASOK gagnent des suffrages sur l'aile gauche des vénizélistes.

### Fusion avec la Nouvelle Démocratie
En 1984, Konstantínos Mitsotákis devient le leader de la Nouvelle Démocratie, marquant la fusion des deux anciens partis rivaux contre les idées du PASOK.

## Héritage
Bien que l'image de Venizelos soit toujours populaire en Grèce, le vénizélisme n'est plus un courant majeur de la politique grec. Lors des élections législatives de septembre 2015 les vénizélistes, représentés par l'union des centristes parviennent cependant à faire leur entrée au Parlement en remportant 3,43 % des suffrages.